# Jonathan Cleveland
Jonathan Cleveland, detto Jon (Fresno, 19 dicembre 1970), è un ex nuotatore canadese.
Specializzato nella rana, ha vinto la medaglia di bronzo nella staffetta 4x100 m misti ai Giochi olimpici di Barcellona 1992.

## Palmarès
- Giochi olimpici

Barcellona 1992: bronzo nella staffetta 4x100 m misti.
- Giochi PanPacifici

1989 - Tokyo: bronzo nei 200 m rana.
1993 - Kōbe: argento nei 200 m rana.
- Giochi panamericani

1995 - Mar del Plata: argento nei 100 m rana.